# Общеземский привилей Казимира
Привиле́й 1447 года (Привилей Казимира) — законодательный акт (общеземский привилей) в Великом княжестве Литовском, изданный великим князем Казимиром IV в Вильне 2 мая 1447 года. Значительно расширил права и привилегии шляхты, а также положил начало юридическому оформлению зависимости крестьян от феодалов. Привилей завершил процесс правового оформления шляхетского сословия.
Привилей гарантировал шляхте Великого княжества Литовского экономические и политические права (на земельную собственность, суда над зависимым от них населением), запретил шляхтичам принимать беглых «чужих» крестьян. Частновладельческим крестьянам более не дозволялось переходить в разряд государственных и наоборот. Чтобы не допустить проникновения в княжество польской шляхты и сохранить его самостоятельность, земля, государственные должности, почётные чины и звания в Великом княжестве Литовском давались только уроженцам княжества.